# 中亚大戟
中亚大戟（学名：Euphorbia turkestanica）为大戟科大戟属下的一种一年生草本植物。該物種主要分布于中亚、中國新疆的伊犁河谷。模式标本來自吉尔吉斯斯坦。

## 扩展阅读
- 維基物種上的相關：中亚大戟